# La Mort de Gwen Stacy
La Mort de Gwen Stacy (The Night Gwen Stacy Died en VO) est un arc narratif de la série de Marvel Comics, The Amazing Spider-Man #121 (juin 1973), qui eut de nombreuses répercussions dans la vie du super-héros Spider-Man.
Dans cette histoire scénarisée par Gerry Conway et dessinée par Gil Kane, Spider-Man combat le Bouffon vert, son ennemi informé de son identité secrète. Le super-vilain kidnappe Gwen Stacy, la petite amie de Peter Parker, puis provoque la mort de la jeune femme en la jetant du haut du pont George-Washington.
L’accent ayant été mis sur la relation entre Peter et Gwen pendant plusieurs années, cet événement faisait connaître aux comics une évolution assez inhabituelle, en éliminant définitivement un protagoniste important par une mort très controversée. Selon certains, elle marque la fin de l'Âge d'argent des comics et de leur innocence.
Elle reste encore aujourd'hui comme l'une des plus tragiques aventures de tous les super-héros. Depuis sa parution, les comics se sont mis à aborder des thèmes plus sérieux, dont la mort. Le thème de la mort de Gwen est revenu dans de nombreuses histoires, même les plus récentes, et a toujours tourmenté Spider-Man.

## Contexte
Lors d’un affrontement entre Spider-Man et le Docteur Octopus, George Stacy, le père de Gwen Stacy, fut tué accidentellement en sauvant la vie d’un enfant des débris produits par le combat. Dans son dernier souffle, George Stacy, recueilli par Spider-Man, lui révéla avoir découvert sa double identité, lui demandant alors de veiller sur sa fille.
Ce décès provoqua des tensions entre Gwen et Peter, car Gwen, comme l'opinion publique, rendirent responsable Spider-Man, même si Gwen était consciente que le héros n’avait pas forcément voulu provoquer la mort de son père. Peter continuait lui, logiquement, à prendre sa propre défense.
Norman Osborn, le Bouffon Vert, souffre d'une amnésie à cause d'un fort coup de tête lors d'un affrontement avec Spider-Man et oublie que Peter Parker est Spider-Man, et plus important, oublie son identité. Son fils, Harry Osborn, le meilleur ami de Peter, devient dépendant au LSD mais Norman refuse de l'amener à un hôpital pour protéger ses affaires de l'attention publique.

## Histoire
Spider-Man observe par la fenêtre Harry Osborn sur son lit de malade avec le docteur, Mary-Jane Watson et Gwen Stacy. Spider-Man retire vite fait son costume et les rejoint, en tant que Peter Parker, mais est intercepté par Norman qui semble ne pas vouloir qu'il s'approche de Harry, ce qui laisse supposer qu'il aurait recouvré la mémoire, mais il s'en va ensuite avec Mary-Jane et Gwen. De son côté, Harry semble de plus en plus atteint.
Pendant ce temps, Peter est allé facturer les photos de Hulk que J. Jonah Jameson lui avait demandé de prendre à Montréal. Norman, lui, de plus en plus obsédé par la vue de Spider-Man, finit par retrouver la mémoire et revêt son costume. Peter se rend à son appartement, mais n'y trouve qu'une bombe citrouille du Bouffon sur le sac à main de Gwen.
Il la recherche, et grâce de son sens d'araignée, finit par le retrouver sur le pont George-Washington. Là, il lance directement les hostilités et devient un héros sérieux : plus de blagues. Il met le Bouffon hors combat et retourne voir sa bien-aimée, mais le Bouffon, fou de rage, reprend son planeur et la pousse dans le vide. Heureusement, du moins le croit-on à la première lecture, le tisseur l'attrape par un jet de toile à la jambe, mais lorsqu'il la remonte, elle semble inerte, morte. Gwen Stacy est morte sous les yeux de Spider-Man, qui jure vengeance.

## The Green Goblin Last Stand[1]
Juste après ces événements, dans The Amazing Spider-Man #122 (juillet 1973). Spider-Man traque le Bouffon à travers toute la ville, jusque dans un de ses ateliers, et c'est un combat vicieux qui suit. Spider-Man tua presque le Bouffon, et celui-ci commande à son planeur de le prendre par derrière mais Spider-Man esquive juste à temps et le Bouffon est empalé par sa propre arme et meurt, du moins apparemment.
Par la suite, Peter trouve Mary-Jane dans son appartement et Mary-Jane aida l’un de ses proches à faire face à sa souffrance, malgré des paroles initialement peu amènes de Peter, lui disant qu’elle ne serait même pas triste si sa propre mère mourait. Mary-Jane reste pour le réconforter.

## Influence
- Les lecteurs furent troublés par la mort de Gwen Stacy. Avant, il était impensable de tuer un personnage aussi important - la petite amie du protagoniste et un personnage avec un grand nombre des fans. Cette histoire est considérée comme un point de repère de la fin de l'Âge d'argent des comics[2].

- La mort de Gwen Stacy est considérée par le site web Women in Refrigerators comme un exemple de la manière dont, dans les comics, les personnages féminins souffrent plus que les personnages masculins[3].

- La tendance à faire mourir ou souffrir la petite amie ou la femme du héros est connue comme le syndrome de Gwen Stacy par le Comics Buyer's Guide[4].

- Pour The 100 Greatest Marvels of All Time, les lecteurs ont voté The Amazing Spider-Man #121-122 comme le sixième et le dix-neuvième respectivement[5].

- La mort de Gwen est une des rares morts dans les comics qui restent. En excluant le clone créé par le Chacal, elle est restée morte (sauf un bref retour à la vie dans House of M), et rejoint Ben Parker dans un club très exclusif des personnages qui ne furent jamais ressuscités. Plusieurs pensent que le fait de la ressusciter serait aussi indésirable que ressusciter Thomas et Martha Wayne, les parents de Bruce Wayne. Toutefois, Gwen est brièvement ramenée à la vie par le Chacal dans La conspiration du clone à travers un clone « réanimé ».

- Peter Parker fut traumatisé par cette mort, à cause de ses sentiments, ensuite parce qu’il restait dans le mystère sur la cause de la mort de Gwen et enfin pour n’avoir pas pu tenir la promesse qu'il avait faite à George Stacy.

- Mary-Jane Watson fut également profondément affectée par la mort de Gwen et devint une femme plus raisonnable, plus sensée et plus responsable.

## Controverse

### En coulisse
La question se pose pourquoi exactement Gwen fut tuée en premier lieu. Gwen était un personnage dans un comic populaire : la tuer pouvait facilement porter atteinte aux ventes et à la réputation du comic de Spider-Man. Gwen Stacy devait mourir parce que les écrivains la voulaient morte.
D'après le Comic Buyer's Guide, ce fut une décision prise ensemble par Gerry Conway, John Romita Sr. et l'éditeur en chef de Marvel, Roy Thomas. Ils ont tué Gwen parce qu'ils ne savaient pas quoi faire avec elle de plus. Gwen et Peter étaient devenus si proches qu'ils allaient finir par se marier, mais personne chez Marvel ne voulait un Spider-Man marié, ceci l'aurait vieilli radicalement et aurait rendu ses intrigues difficiles. À l'époque, il était un étudiant à la fin de son adolescence. De plus, une rupture aurait semblé irréaliste.
Dans la collection de comics The 100 Greatest Marvels Of All Time: #9-6 (The Amazing Spider-Man #121 était le comic #6), Conway expliqua que Gwen et Peter étaient le « couple parfait », mais amener la relation au prochain niveau (mariage ou pour le moins Peter révélant son identité secrète à elle) aurait « trahi tout sur ce qui faisait Spider-Man », tragédie personnelle et angoisse dans la vie de Peter comme Spider-Man. Tuer Gwen Stacy était l'opportunité parfaite de faire d'une pierre deux coups : rompre la « relation inappropriée » et renforcer les éléments de la tragédie personnelle qui était, dans son opinion, l'essence de Spider-Man.

### Pourquoi Gwen est morte?
La cause exacte de la mort de Gwen Stacy demeure inconnue. Le dessin de The Amazing Spider-Man # 121 montre un effet sonore snap à la hauteur du cou de Gwen lorsqu’elle fut rattrapée par les toiles de Spider-Man. Les simples lois de la physique du mouvement concourent à confirmer que l’arrêt brutal de la chute aurait été mortel pour tout individu normalement constitué. Ainsi, si Gwen Stacy avait été vivante au début de sa chute, elle aurait nécessairement été tuée par cette interception.

### Quel pont?
Le pont sur lequel a eu lieu le combat menant au décès de Gwen Stacy n'est pas clairement défini. The Amazing Spider-Man #121 établit qu'il s'agit du pont George-Washington. The Pulse #4 (septembre 2004) établit aussi que le pont est le George-Washington.
Pourtant les dessins montrent le pont de Brooklyn. Quelques réimpressions ont corrigé le texte et établissent maintenant que le pont était le pont de Brooklyn et non celui de George-Washington. Aussi, The Amazing Spider-Man #147-148 (1975) et le Annual #21 (1987) insinuent que Gwen est tombée du pont de Brooklyn. Dans une interview télévisée pour le Marvel Superheroes Guide to New York City (2004) de Travel Channel, Stan Lee dit que l'artiste avait dessiné le pont du Brooklyn, mais (en tant qu'éditeur) il l'a, par erreur, catalogué comme le pont George-Washington.
Pour compliquer les choses, Mary-Jane Watson est jetée du pont de Queensboro dans Ultimate Spider-Man #25 : Plasmids.

### Pourquoi Gwen?
Dans la collection The 100 Greatest Marvels Of All Time, #21-16, on explique que tante May et Joe Robertson étaient considérés comme choix alternatifs, mais tante May était considérée comme un personnage trop important pour la perdre et Gwen faisait une meilleure victime que n'importe qui.

## Sins Past
Dans un arc narratif controversé de J. Michael Straczynski dans The Amazing Spider-Man #509-515 (août 2004 - janvier 2005),"Sins Past", on apprend que Gwen a eu une aventure avec Norman Osborn et sept mois plus tard, a donné naissance à deux enfants : Gabriel et Sarah. La formule du Bouffon était présente dans leur sang et augmenta leur adrénaline, force et intelligence, et ils ont grandi rapidement. Gwen garda leur naissance secrète, mais voulait tout confesser à Peter, étant sûre qu'il allait lui pardonner et l'aider à les éduquer.
Quand Harry Osborn fut victime d'une overdose, Norman refusa de l'amener à un hôpital de peur d'un scandale. Étant devenue plus familière avec la cruelle personnalité de Norman, Gwen refusa de le laisser avoir quoi que ce soit à faire avec ses enfants, en disant qu'elle préférait mourir. Norman provoqua donc la mort de Gwen - au lieu d'un autre proche de Spider-Man - parce qu'il voulait garder les enfants sous son contrôle.
Norman fit éduquer les enfants par des maîtresses de maison et des nounous à Paris, et leur raconta que Peter était leur père et qu'il les avait abandonnés, ce qui avait rendu leur mère folle de chagrin et conduit à sa mort. Après quelques années, les jumeaux grandirent jusqu'à l'âge adulte, et essayèrent de tuer Spider-Man. Cependant, celui-ci sauva la vie de Sarah après qu'on lui eut tiré dessus et cet acte la convainquit de la vérité, alors que Gabriel devint brièvement un Bouffon et réussit presque à tuer Spider-Man.
La série de bandes dessinées Passé recomposé où ces événements sont présentés est une des plus impopulaires de l'histoire de Spider-Man, et est tenue pour avoir provoqué une baisse des ventes.
Aujourd'hui, bien que les évènements de la saga controversée One More Day eussent laissé planer le doute quelque temps, il semblerait que la saga Sin Pasts s'inscrive bien dans la continuité actuelle : en effet, lors du hors-série Spider-Man : American Son paru récemment aux U.S.A et en France, Gabriel Stacy, l'un des jumeaux cachés, refait surface et tente de tuer Harry Osborn à plusieurs reprises. Mais en revanche, on se sait rien du sort réservé à Sarah, la sœur jumelle de Gabriel. Pourtant dans The Amazing Spider-Man #598 (août 2009), Spider-Man mentionne que Harry est le fils unique de Norman et dans #599 (août 2009), Norman déclare qu'il peut uniquement faire un enfant à une femme ayant pris la formule du Bouffon, ce qui, évidemment, ne fut pas le cas de Gwen Stacy.

## Versions alternatives

### What if? #24
Dans What if? #24 "...Gwen Stacy Had Lived", Spider-Man sauve Gwen en plongeant pour la rattraper au lieu de la rattraper dans sa chute avec sa toile (comme il l'a fait dans le premier film de Sam Raimi pour sauver Mary-Jane). Il lui révèle son identité secrète et elle accepte sa proposition de mariage. Gwen avait définitivement lavé Spider-Man de toute responsabilité dans la mort de son père. Mais leur vie n'est pas destinée à avoir une fin heureuse. J. Jonah Jameson découvre enfin le secret de Peter grâce à Norman Osborn (qui voulait assurer sa victoire) et Peter se voit obligé de fuir pour échapper à la police peu après son mariage. Gwen s'en va avec Joe Robertson qui lui promet de faire tout pour aider Peter.

### Ultimate Marvel
Dans Ultimate Spider-Man #63, Gwen meurt d'une manière complètement différente. Sa mort advient peu après qu'elle a découvert l'identité secrète de Peter (cette révélation n'ayant jamais eu lieu dans la continuité principale). En train de marcher vers la maison de Peter après une conversation avec Mary Jane, elle réalise qu'elle a oublié ses clés, quand Carnage la rencontre et la tue en lui empalant l'estomac et en absorbant ses fluides, tandis que la jeune femme meurt en voyant le visage de Peter sur celui de la créature. Il s’avèrera que ce visage était celui du père de Peter : le Dr Connors a en effet mélangé son ADN et celui de Peter avec des éléments du symbiote de Venom, qui avait été créé avec l'ADN de Richard Parker.
Dans Ultimate Spider-Man #128, Gwen Stacy est réintroduite dans la série. La CIA a recréé son corps et sa mémoire. Après s'être battu contre Venom, Carnage laissa Gwen pour se fondre avec Eddie Brock. Depuis le combat, Gwen Stacy est complètement séparée du symbiote de Carnage et habite maintenant avec Peter Parker.

### Au cinéma
Dans le Spider-Man de Sam Raimi sorti en 2002, toute la scène final sur le pont de Queensboro  est une référence au décès de Gwen Stacy, à un détail près : c'est Mary Jane Watson (interprétée par Kirsten Dunst) qui joue le rôle de la femme qui tombe, avec un destin moins funeste.  
Cette scène du film de Sam Raimi a été elle-même référencée dans le comics Ultimate Spider-Man #25 : Plasmids.
Dans le film de Marc Webb sorti en 2014, The Amazing Spider-Man : Le Destin d'un héros, Gwen Stacy interprétée par Emma Stone meurt de façon similaire à celle d'origine et porte exactement la même tenue que dans le comics. À la différence toutefois que le bouffon vert est Harry Osborn, qu'il fait nuit et que le lieu de sa mort est une Clock Tower de Manhattan, rajouté numériquement, car inexistante dans la réalité. Très proche d'un pont ressemblant au Queensboro Bridge aperçu plusieurs fois, la scène se déroule toutefois en intérieur. 
Comme dans le comics, une double interprétation peut être faite. Peter la récupérant à quelques centimètres du sol, voire quasiment trop tard, un bruit de "snap" se fait entendre. Mais il est assez difficile de savoir si elle se brise la nuque, ou si elle se cogne la tête contre le sol. Toutefois, si sa tête avait touché le sol, elle n'aurait pas été intacte. De plus, sa position une fois décrochée de la toile de Spider-Man montre une position de tête non naturelle. Et si elle s'était effectivement cogné la tête, elle serait morte la nuque brisée quoi qu'il arrive, vu l'arrêt brutal de la chute. Enfin, Emma Stone a précisé que la mort de Gwen était causée par Peter de façon accidentelle. Ce qui confirme l'hypothèse de la nuque brisée.
Cette mort sur grand écran a quelquefois surpris la jeune génération qui ne connaissait que très peu le comics, voire pas du tout. 41 ans après la mort de Gwen sur papier, les mêmes réactions se font entendre : elles sont souvent attristées, déçues voire parfois virulentes à l'encontre de la fin du film et de la disparition de Gwen. Toutefois, on peut se demander si ces réactions ne trouvent pas leur origine dans un possible coup de cœur du public pour Emma Stone (éminemment populaire auprès des jeunes) et pour son interprétation remarquable (véritable plus-value aux deux premiers films) plus que pour le personnage de Gwen Stacy en lui-même. À l'inverse, beaucoup de passionnés estiment que Gwen devait mourir quoi qu'il arrive et que cette fin tragique dès le second opus de la saga est un véritable point fort pour le reboot de Webb, ce dernier ayant admis avoir majoritairement écrit le film spécialement pour ce moment.
Une pastiche de cette scène tragique de The Amazing Spider-Man : Le Destin d'un héros a été faite dans le film Happy Birthdead 2 You sorti en 2019.
Dans Spider-Man: No Way Home, sort en 2021, une scène fait directement référence à la mort de Gwen Stacy dans le film de 2024 : lors d'un affrontement sur la statue de la Liberté, MJ tombe du bâtiment et chute dans le vide. Le Spider-Man interprété par Andrew Garfield, le même qui n'a pas pu sauver Gwen, plonge immédiatement pour la rattraper. Cette fois-ci, il réussit à la sauver, la tenant fermement dans ses bras après un atterrissage en douceur. Ému, il réalise une sorte de rédemption personnelle, les yeux remplis de larmes, tandis que MJ le remercie, inconsciente du parallèle poignant avec le tragique sort de Gwen.